# Edgar Estrada
Edgar Eladio Estrada Solís (Città del Guatemala, 16 novembre 1967) è un ex calciatore guatemalteco, di ruolo portiere.

## Carriera

### Club
El Gato Estrada inizia la carriera all'Aurora FC, dove gioca per sette stagioni, vincendo un titolo nazionale nella stagione 1992-1993. Nel 1994 si trasferisce al Comunicaciones, di cui rimane il portiere titolare per 11 anni, esclusa la stagione 2001-2002, in cui gioca nel CSD Municipal. Dal 2007 al 2008 ha giocato al Deportivo Petapa, dopodiché si è ritirato dal calcio professionistico.

### Nazionale
Con la nazionale di calcio guatemalteca conta 80 presenze con 99 reti subite e ha partecipato a varie CONCACAF Gold Cup. Si è ritirato dalla nazionale nel 2003, dopo aver ricevuto delle minacce di morte nel 2001 a causa della sconfitta per 5-2 contro la Costa Rica, che costò la qualificazione al campionato del mondo 2002 al Guatemala.